# Jacobaea vulgaris
Jacobaea vulgaris là một loài thực vật có hoa trong họ Cúc. Loài này được Gaertn. mô tả khoa học đầu tiên năm 1791.

## Phân loài
- Jacobaea vulgaris ssp. vulgaris
- Jacobaea vulgaris ssp. dunensis

## Hình ảnh

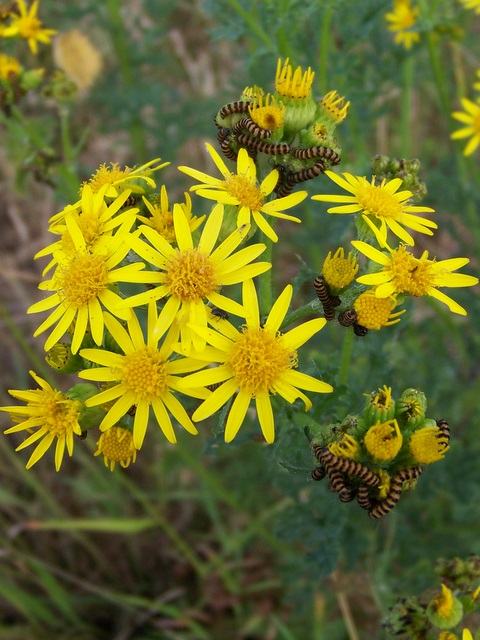
Flowering plant with Cinnabar moth caterpillars
Structure of Senecionine
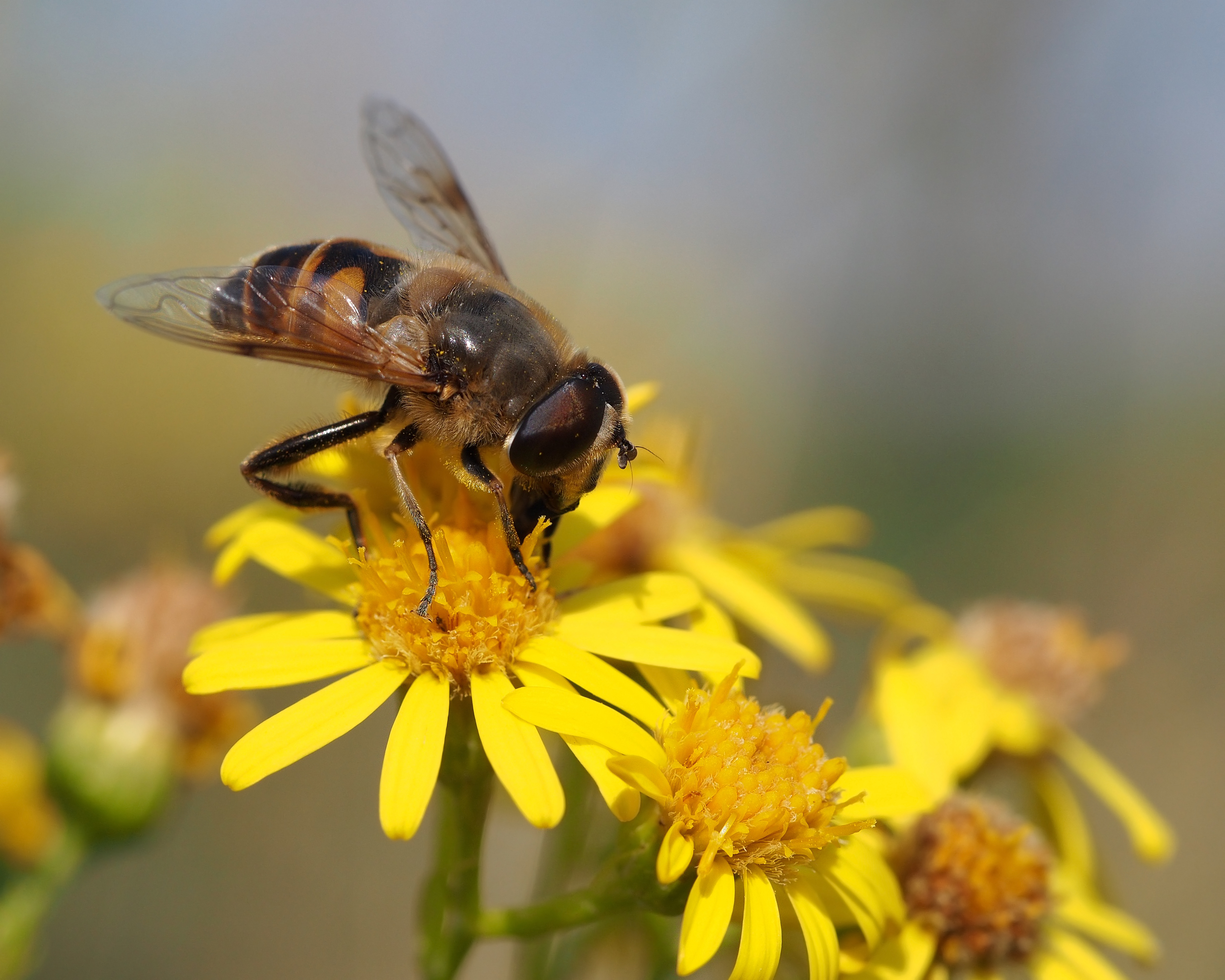
Drone fly on ragwort
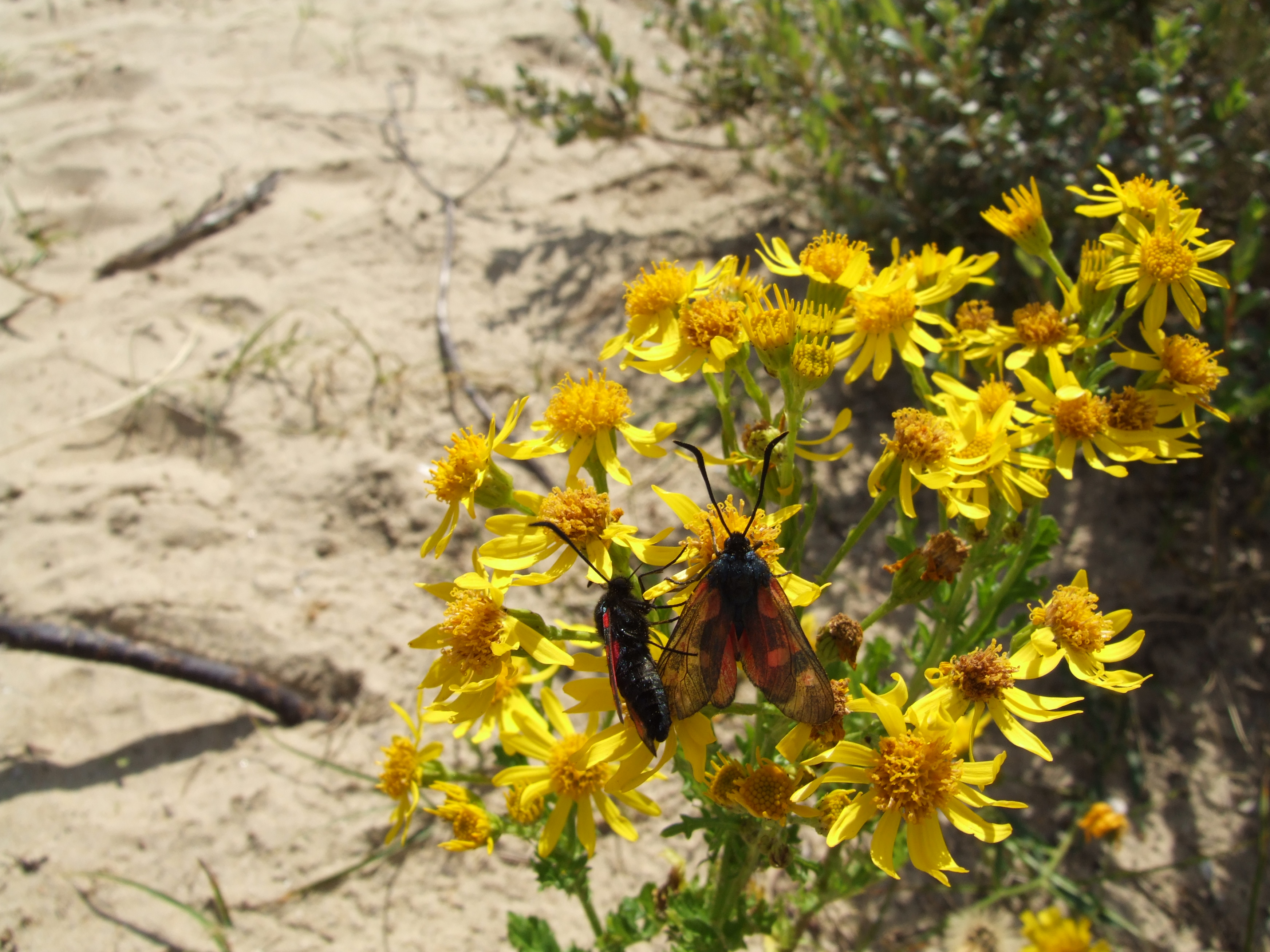
Jacobaea vulgaris